# Nogent-le-Sec
Nogent-le-Sec è un comune francese di 441 abitanti situato nel dipartimento dell'Eure nella regione della Normandia.

## Società

### Evoluzione demografica
Abitanti censiti